# Potentilla cardotiana
Potentilla cardotiana är en rosväxtart som beskrevs av Hand.-mazz.. Potentilla cardotiana ingår i Fingerörtssläktet som ingår i familjen rosväxter.

## Underarter
Arten delas in i följande underarter:
- P. c. nepalensis
- P. c. connata
- P. c. cardotiana